# Leven (miasto w Szkocji)
Leven (gael. Inbhir Lìobhann) – miasto we wschodniej Szkocji, w hrabstwie Fife, położone na północnym brzegu rzeki Leven, nad jej ujściem do zatoki Firth of Forth. Wraz z sąsiednimi miastami Methil i Buckhaven tworzy zwarty zespół miejski, zwany Levenmouth. W 2011 roku miasto liczyło około 9000 mieszkańców.
Co najmniej od XI wieku znajdował się tu kościół. W XVI wieku wieś portowa, z czasem ośrodek włókiennictwa, wydobycia węgla, produkcji soli, powroźnictwa i rybołówstwa. W XIX wieku port utracił na znaczeniu ze względu na postępujące zamulenie oraz otwarcie doku portowego w pobliskim Methil. W 1854 roku do miasta dotarła kolej, dzięki której rozwinęła się tu turystyka. Linię kolejową zamknięto w 1969 roku i otwarto ponownie w 2024 roku. 
Miasto pozostaje ośrodkiem przemysłowym do dziś. Szczególną rolę odgrywa przemysł alkoholowy – rozlewnia koncernu Diageo (otwarta w 1974).